# Aeródromo Pullami
El Aeródromo Pullami (OACI: SCPI) es un terminal aéreo ubicado al noreste de la localidad de Coihueco, Provincia de Punilla, Región de Ñuble, Chile. Es de propiedad privada.